# Torcy-le-Petit, Seine-Maritime
Torcy-le-Petit là một xã thuộc tỉnh Seine-Maritime trong vùng Normandie miền bắc nước Pháp.

### Huy hiệu
| Arms of Torcy-le-Petit | The arms of Torcy-le-Petit are blazoned: Azure, a chevron Or between 3 martlets argent. |

## Dân số
| 1962                                            | 1968 | 1975 | 1982 | 1990 | 1999 | 2006 |
| ----------------------------------------------- | ---- | ---- | ---- | ---- | ---- | ---- |
| 521                                             | 521  | 511  | 442  | 491  | 474  | 469  |
| Starting in 1962: Population without duplicates |      |      |      |      |      |      |